# الگوریتم برلیکمپ-مسی
الگوریتم برلکمپ-مسی (به انگلیسی: Berlekamp–Massey algorithm) الگوریتمی است که کوتاهترین ثبات تغییر بازخورد خطی (LFSR) را برای یک دنباله دودویی داده شده پیدا می‌کند. این الگوریتم همچنین کوچکترین چند جمله ای یک دنباله ی خطی بازگشتی در یک میدان دلخواه را پیدا می‌کند. پیش‌نیاز میدان یعنی الگوریتم برلکمپ‌مسی نیازمند به این است که همه‌ی عنصرهای ناصفر وارون ضربی داشته باشند. ریدز و اسلون تعمیمی را برای حلقه ارائه می‌دهند.
الوین برلیکمپ یک الگوریتم برای کدگشایی کد Bose–Chaudhuri–Hocquenghem (BCH)  پدید آورد. جیمز مسی کاربرد آن در ثبات تغییر بازخورد خطی را یافت و الگوریتم را ساده‌سازی کرد. مسی این الگوریتم را الگوریتم سنتر LFSR نام گذاشت اما اکنون به عنوان الگوریتم برلکمپ‌مسی شناخته می‌شود.

## شرح الگوریتم
الگوریتم برلکمپ‌مسی جایگزینی برای رمزگشایی رید- سلیمان پترسون برای حل مجموعه معادلات خطی است. می‌توان آن را به عنوان یافتن ضرایب Λ j از چند جمله ای Λ (x) خلاصه کرد به طوری که برای همه موقعیت‌های i در یک جریان ورودی S:
{\displaystyle S_{i+\nu }+\Lambda _{1}S_{i+\nu -1}+\cdots +\Lambda _{\nu -1}S_{i+1}+\Lambda _{\nu }S_{i}=0.}
در مثالهای کد زیر(C (x یک نمونه از(Λ (x است. خطا یاب چند جمله ای (C (x برای خطاهای L تعریف می‌شود:
{\displaystyle C(x)=C_{L}x^{L}+C_{L-1}x^{L-1}+\cdots +C_{2}x^{2}+C_{1}x+1}
یا معکوس شده:
{\displaystyle C(x)=1+C_{1}x+C_{2}x^{2}+\cdots +C_{L-1}x^{L-1}+C_{L}x^{L}.}
هدف این الگوریتم تعیین حداقل درجه L و(C (x است که منجر به این سندرم‌ها می‌شود
{\displaystyle S_{n}+C_{1}S_{n-1}+\cdots +C_{L}S_{n-L}}
برابر با ۰:
{\displaystyle S_{n}+C_{1}S_{n-1}+\cdots +C_{L}S_{n-L}=0,\qquad L\leq n\leq N-1.}
الگوریتم: (C (x در ابتدا ۱ می‌باشد، L تعداد خطاهای فرض شده‌است و در ابتدا صفر است. N تعداد کل سندرم‌هاست. از n به عنوان شمارندهٔ اصلی و برای شماره گذاری سندرمها از ۰ تا N -1 استفاده می‌شود. (B (x یک نسخه از آخرین(C (x است زیرا L به روز شده و برابر ۱ قرار گرفته‌است. b نسخه ای از آخرین اختلاف d است (در زیر توضیح داده شده‌است) از آنجا که L به روز شده و برابر ۱ قرار گرفته‌است. m تعداد شمارش شده از وقتی است که (B (x و، L , B به روز شده و برابر ۱ شده‌اند.
در هر بار اجرای الگوریتم، اختلاف d را محاسبه می‌شود. در اجرای kام:
{\displaystyle d\gets S_{k}+C_{1}S_{k-1}+\cdots +C_{L}S_{k-L}.}
اگر d صفر باشد، الگوریتم فرض می‌کند که (C (x و L برای لحظه صحیح اند، m افزایش یافته و ادامه می‌یابد.
اگر d صفر نباشد، الگوریتم (C (x را تنظیم می‌کند تا در محاسبه مجدد d صفر شود:
{\displaystyle C(x)\gets C(x)-(d/b)x^{m}B(x).}
x m، مقدار (B(x را شیفت می‌دهد تا از سندرم‌های مربوط به b پیروی کند. اگر به روزرسانی قبلی L در تکرار j رخ داده باشد، m = k - j و یک اختلاف d مجدد محاسبه می‌شود:
{\displaystyle d\gets S_{k}+C_{1}S_{k-1}+\cdots -(d/b)(S_{j}+B_{1}S_{j-1}+\cdots ).}
این اختلاف مجدد محاسبه شده را به:
{\displaystyle d=d-(d/b)b=d-d=0.}
تغییر می‌دهد.
الگوریتم همچنین در صورت لزوم نیاز به افزایش L (تعداد خطاها) دارد. اگر L برابر با تعداد واقعی خطاها باشد، در طی فرایند تکرار، اختلافات قبل از اینکه n از ۲ بزرگتر یا برابر با ۲ شود، L صفر می‌شوند. در غیر این صورت L به روز شده و الگوریتم B (x)، b را به روزرسانی کرده و L را افزایش می‌دهد و m = ۱ را مجدداً تنظیم می‌کند. فرمول L = (n + 1 − L) , L را به تعدادی از سندرمهای موجود برای محاسبه اختلافات محدود می‌کند، و همچنین مواردی را که L بیشتر از ۱ افزایش می‌یابد را کنترل می‌کند.

## نمونه کد
الگوریتم از (Massey 1969) برای یک زمینه دلخواه: 
```
  
polynomial
(
field
 
K
)
 
s
(
x
)
 
=
 
...
 
/* coeffs are s_j; output sequence as N-1 degree polynomial) */

  
/* connection polynomial */

  
polynomial
(
field
 
K
)
 
C
(
x
)
 
=
 
1
;
  
/* coeffs are c_j */

  
polynomial
(
field
 
K
)
 
B
(
x
)
 
=
 
1
;

  
int
 
L
 
=
 
0
;

  
int
 
m
 
=
 
1
;

  
field
 
K
 
b
 
=
 
1
;

  
int
 
n
;

  
/* steps 2. and 6. */

  
for
 
(
n
 
=
 
0
;
 
n
 
<
 
N
;
 
n
++
)
 
{

      
/* step 2. calculate discrepancy */

      
field
 
K
 
d
 
=
 
s_n
 
+
 
\
Sigma_
{
i
=
1
}
^
L
 
c_i
 
*
 
s_
{
n
-
i
};

      
if
 
(
d
 
==
 
0
)
 
{

          
/* step 3. discrepancy is zero; annihilation continues */

          
m
 
=
 
m
 
+
 
1
;

      
}
 
else
 
if
 
(
2
 
*
 
L
 
<=
 
n
)
 
{

          
/* step 5. */

          
/* temporary copy of C(x) */

          
polynomial
(
field
 
K
)
 
T
(
x
)
 
=
 
C
(
x
);

          
C
(
x
)
 
=
 
C
(
x
)
 
-
 
d
 
b
^
{
-1
}
 
x
^
m
 
B
(
x
);

          
L
 
=
 
n
 
+
 
1
 
-
 
L
;

          
B
(
x
)
 
=
 
T
(
x
);

          
b
 
=
 
d
;

          
m
 
=
 
1
;

      
}
 
else
 
{

          
/* step 4. */

          
C
(
x
)
 
=
 
C
(
x
)
 
-
 
d
 
b
^
{
-1
}
 
x
^
m
 
B
(
x
);

          
m
 
=
 
m
 
+
 
1
;

      
}

  
}

  
return
 
L
;

```

## الگوریتم برای زمینه باینری
الگوریتم برلکمپ‌مسی زیر مخصوص میدان محدود دودویی F 2 (همچنین GF (2)) می‌باشد. عناصر زمینه "۰" و "۱" هستند. عملیات میدانی "+" و "-" معادل عملیات "XOR" هستند. عملگر ضرب '*' عملیات منطقی AND می‌شود. عملگر تقسیم به عمل هویت کاهش می‌یابد (یعنی تقسیم میدان فقط برای تقسیم بر ۱ و x / 1 = x تعریف می‌شود).
1. Let {\displaystyle s_{0},s_{1},s_{2}\cdots s_{N-1}} be the bits of the stream.
2. Initialise two arrays {\displaystyle b} and {\displaystyle c} each of length {\displaystyle N} to be zeroes, except {\displaystyle b_{0}\leftarrow 1,c_{0}\leftarrow 1}
3. assign {\displaystyle L\leftarrow 0,m\leftarrow -1}.
4. For {\displaystyle n=0} step 1 while {\displaystyle n<N}:
  - Let discrepancy {\displaystyle d} be {\displaystyle s_{n}\oplus c_{1}s_{n-1}\oplus c_{2}s_{n-2}\oplus \cdots \oplus c_{L}s_{n-L}}.
  - if {\displaystyle d=0}, then {\displaystyle c} is already a polynomial which annihilates the portion of the stream from {\displaystyle n-L} to {\displaystyle n}.
  - else:
    - Let {\displaystyle t} be a copy of {\displaystyle c}.
    - Set {\displaystyle c_{n-m}\leftarrow c_{n-m}\oplus b_{0},c_{n-m+1}\leftarrow c_{n-m+1}\oplus b_{1},\dots } up to {\displaystyle c_{N-1}\leftarrow c_{N-1}\oplus b_{N-n+m-1}} (where {\displaystyle \oplus } is the Exclusive or operator).
    - If {\displaystyle L\leq {\frac {n}{2}}}, set {\displaystyle L\leftarrow n+1-L}, set {\displaystyle m\leftarrow n}, and let {\displaystyle b\leftarrow t}; otherwise leave {\displaystyle L}, {\displaystyle m} and {\displaystyle b} alone.

در پایان الگوریتم ، {\displaystyle L} طول حداقل LFSR برای جریان است، و ما داریم:
{\displaystyle c_{L}s_{a}\oplus c_{L-1}s_{a+1}\oplus c_{L-2}s_{a+2}\oplus \cdots =0}
برای همه {\displaystyle a} .